# 1781 Van Biesbroeck
Az 1781 Van Biesbroeck (ideiglenes jelöléssel A906 UB) a Naprendszer kisbolygóövében található aszteroida. August Kopff fedezte fel 1906. október 17-én, Heidelbergben.